# Seriacja (psychologia)
Seriacja – umiejętność uszeregowania przedmiotów według jakiejś zmieniającej się ich cechy (od najmniejszego do największego, itp.). Seriacja rozwija się u dzieci w okresie operacji konkretnych, około 7. roku życia.